# Chapelle Notre-Dame-de-la-Clarté de Kervignac
Pour les articles homonymes, voir Notre-Dame-de-la-Clarté.
La chapelle Notre-Dame de La Clarté est située au lieu-dit « Locadour » sur la commune de Kervignac dans le Morbihan.

## Historique
La chapelle Notre-Dame de la Clarté de Locadour fait l’objet d’une inscription au titre des monuments historiques depuis le 6 octobre 1925,.

## Architecture

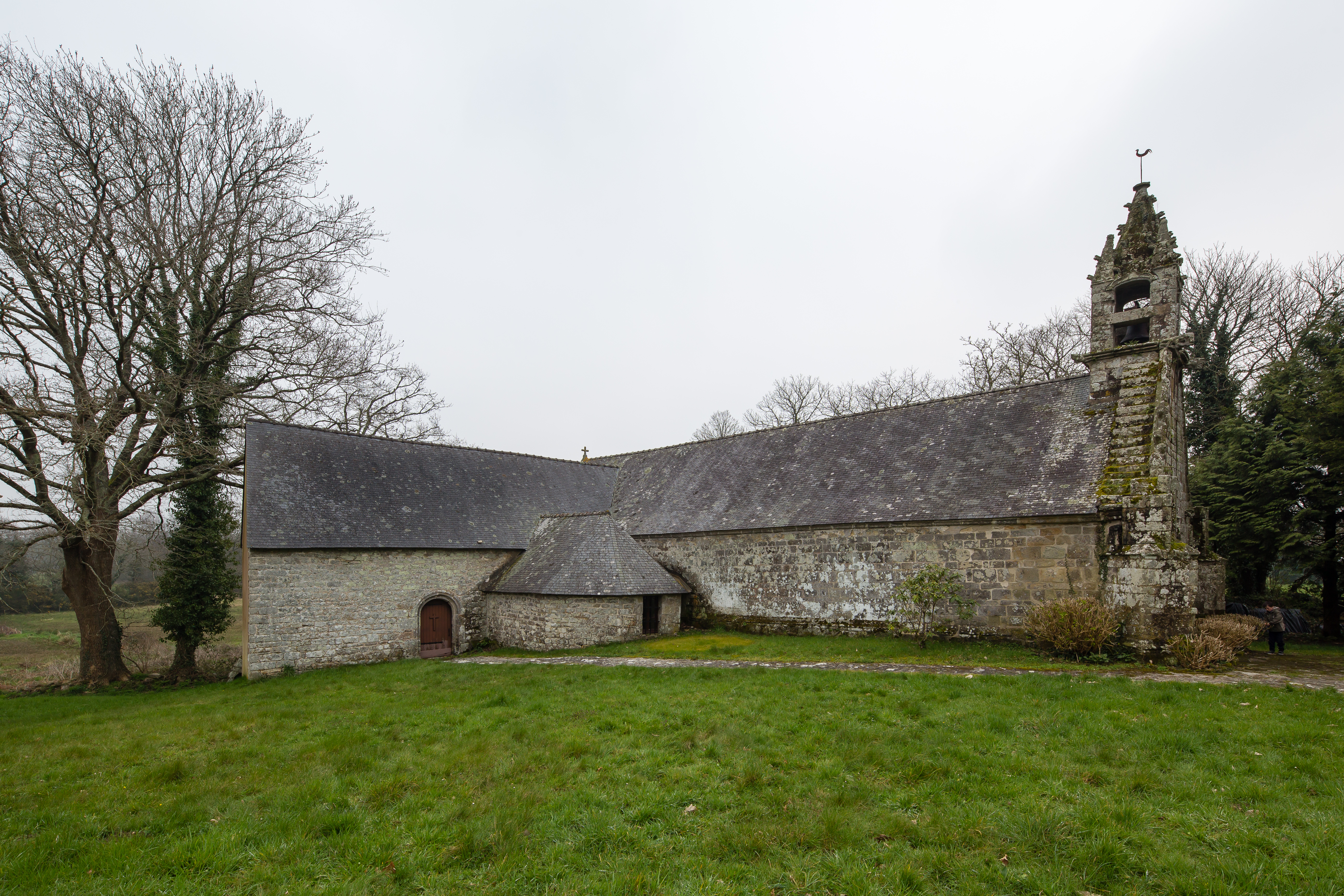
La sacristie est construite à l’angle de la nef et du bras nord.
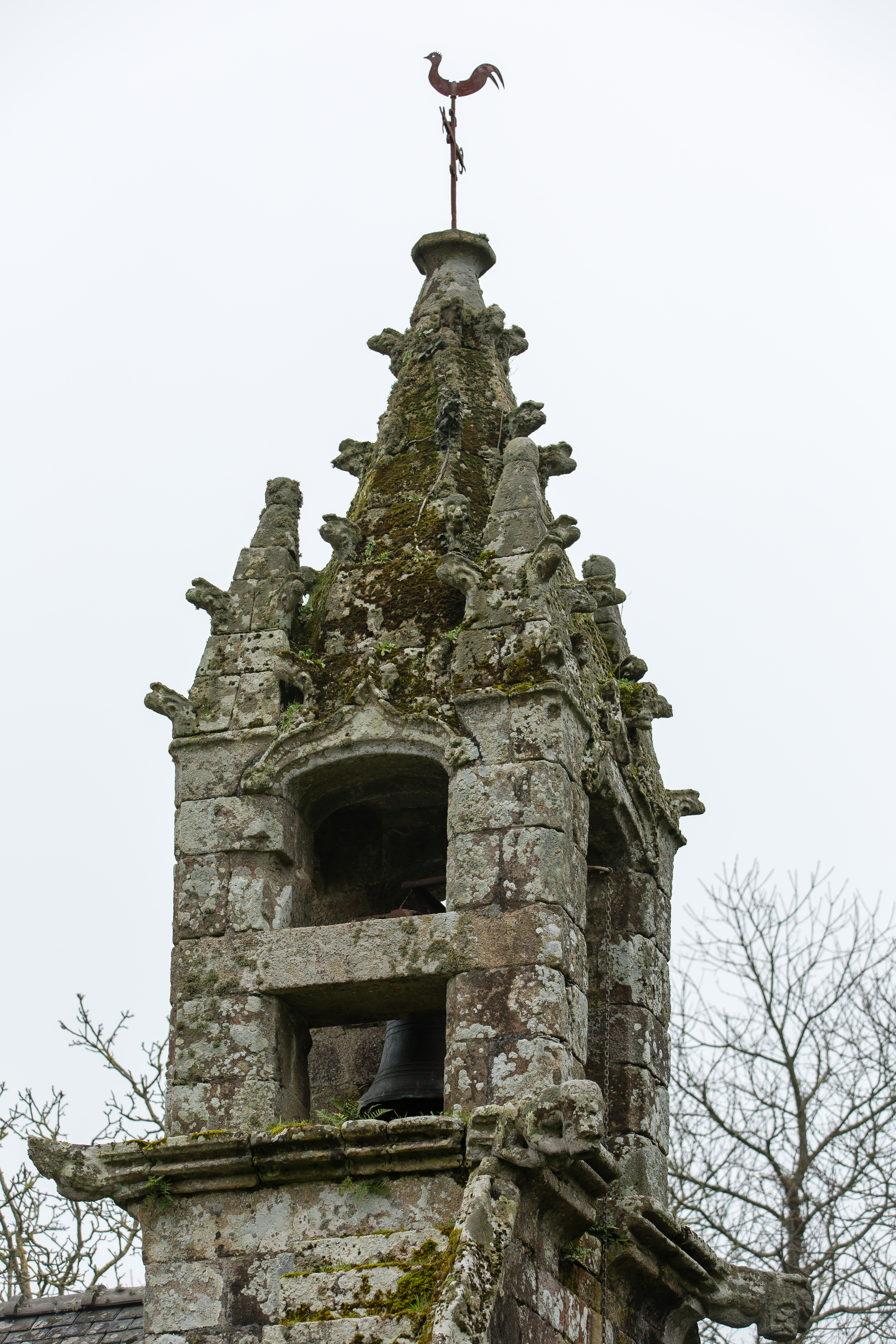
Le clocher comporte des pinacles et des gargouilles.
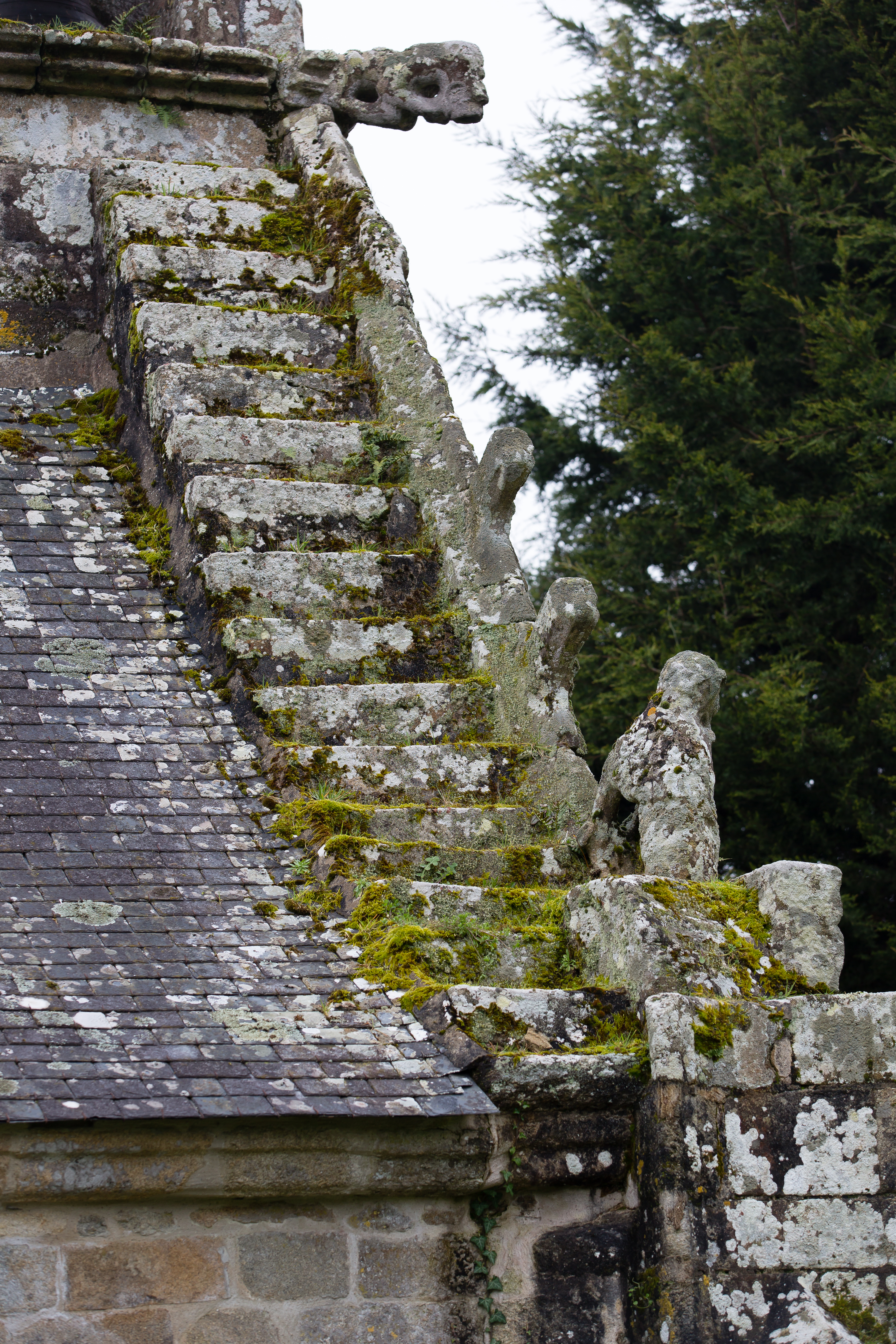
Un escalier dans le rampant nord dessert le clocher.
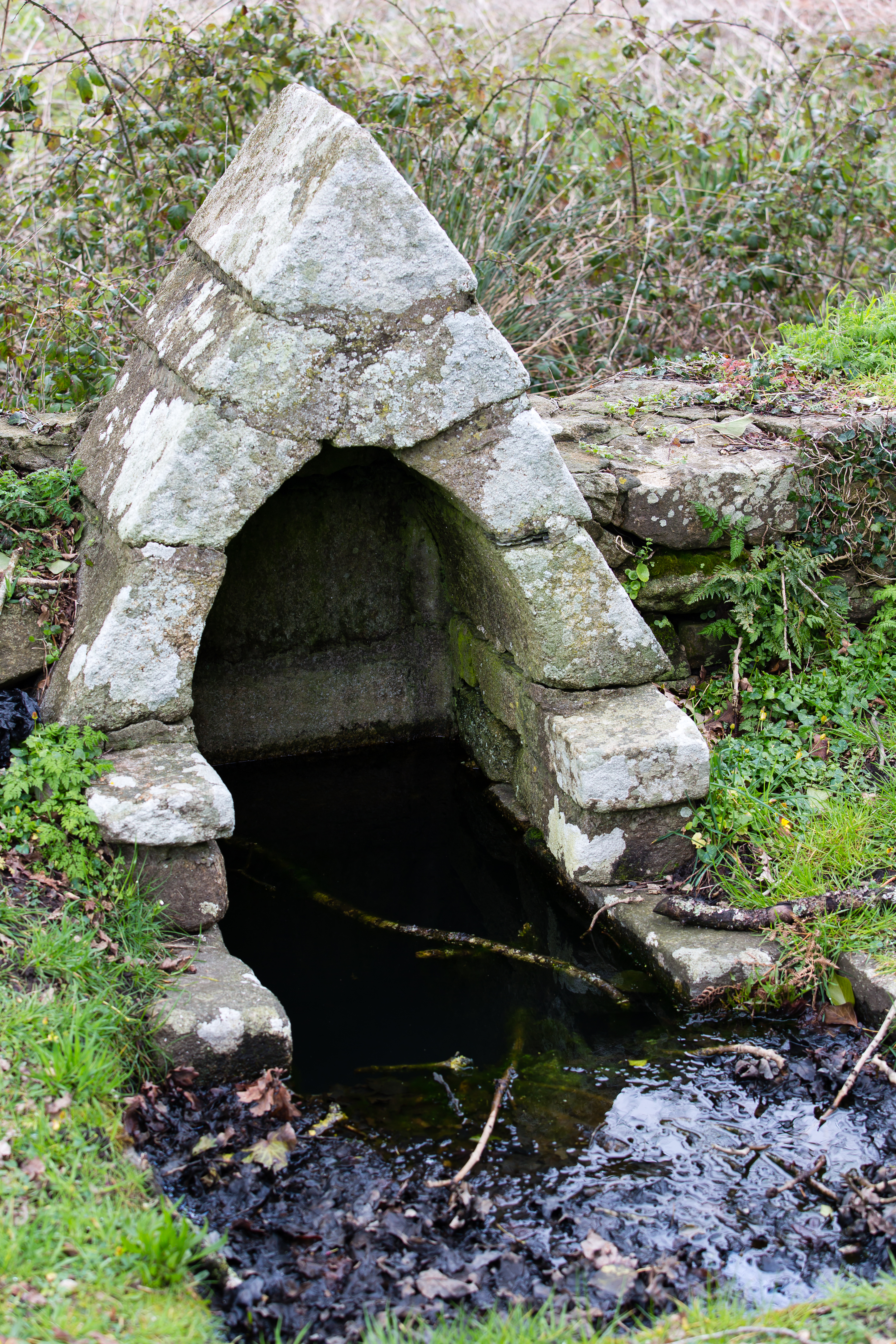
Une fontaine se trouve à l’écart de la chapelle.

## Mobilier
- Bannières de processions (1991), par Pierre Toulhoat